# Ilex shennongjiaensis
Ilex shennongjiaensis là một loài thực vật có hoa trong họ Aquifoliaceae. Loài này được T.R. Dudley & S.C. Sun mô tả khoa học đầu tiên năm 1983.